# Hot Water Music
Hot Water Music ist eine Post-Hardcore-Band aus Gainesville, Florida, benannt nach einem Buch des 1994 verstorbenen Schriftstellers Charles Bukowski.

## Stil

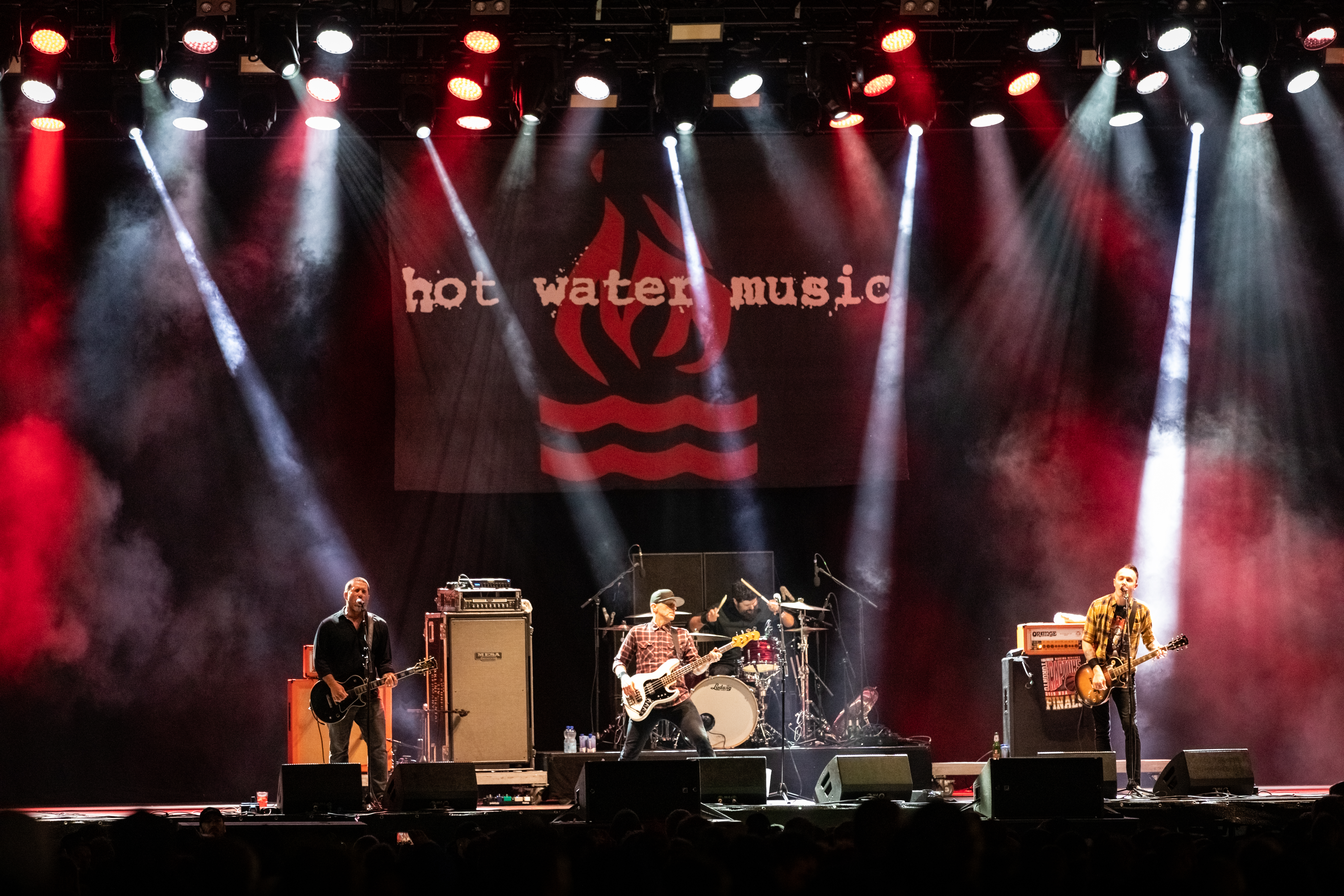
Hot Water Music live bei Rock am Ring 2019

In der Tradition der britischen Punkband Leatherface verbindet die Band raue und heisere Vocals mit origineller und melancholischer Gitarrenarbeit, was durch aufwendige Akkordfolgen und komplexe Melodiestrukturen hervorgehoben wird. Besonders ausgeprägt ist das Bassspiel von Jason Black, das durch schnelles Finger-Picking gekennzeichnet ist. Auszeichnend ist auch der zweistimmige Gesang. In den Texten werden meistens persönliche Erlebnisse geschildert, wie etwa in Minno, wo es um den Selbstmord eines Bekannten geht.
Das Artwork der Alben wurde bis auf eine Ausnahme vom befreundeten Künstler Scott Sinclair gestaltet.

## Geschichte
Die Band wurde 1994 von Chuck Ragan (Gitarre, Gesang), Chris Wollard (Gitarre, Gesang), Jason Black (E-Bass) und George Rebelo (Schlagzeug) gegründet. Kennengelernt hatten sie sich an der dortigen University of Florida. Aus Zeitgründen tourte die Band anfangs nur im kleineren Umfeld, produzierte jedoch bereits mehrere Alben. Später spielten sie Konzerte hauptsächlich in Nordamerika und Europa.
Das Konzert im Hardback (Live at the Hardback) im Jahre 1999 war eigentlich als Abschiedskonzert gedacht. Jedoch fanden Hot Water Music schnell wieder zusammen. Auf ihrer Europa-Tournee im Jahre 2000 spielten sie in Deutschland einige Konzerte u. a. mit der befreundeten Band Muff Potter, mit der sie auch eine Split-CD aufnahmen.
2005 entschied sich Sänger und Gitarrist Chuck Ragan, nachdem er zum zweiten Mal geheiratet hatte, sich mehr um seine Familie zu kümmern. Die Band kündigte am 14. Mai 2006 eine längere Schaffenspause an.
Die drei übrigen Mitglieder formierten sich mit dem neuen Mitglied Todd „Wonderboy“ Rockhill zur Band The Draft, die Hot Water Music stilistisch ähnelt. Am 8. September 2006 erschien deren erstes Album In a Million Pieces.
Chuck Ragan veröffentlichte am 18. Mai 2007 sein Solo-Live-Album Los Feliz. Seine von Folk und Bluegrass inspirierte Musik beschränkt sich auf Akustikgitarre und Mundharmonika. Häufig wird er bei Auftritten von einer Mandoline und einer Fiedel begleitet. Am 23. August 2007 erschien das erste Studioalbum Feast or Famine. Seitdem veröffentlichte Ragan einige weitere Studio- und Live-Alben sowie eine Vielzahl von 7"-Singles.
Im Frühjahr 2008 waren Hot Water Music wiederum mit Chuck Ragan auf Tour.
George Rebelo war von 2009 bis Ende 2010 Schlagzeuger von Against Me!. In dieser Zeit wurde er von Dave Raun (Lagwagon) ersetzt.
Im Mai 2012 erschien ein neues Studioalbum namens Exister. Im Zuge der Veröffentlichung dieser Platte spielt die Band auch mehrere Club- und Festivalshows in Deutschland.
Seit 2018 ist Chris Wollard aufgrund von gesundheitlichen Problemen bei Konzerten nicht mehr dabei. Bei Live-Auftritten wird Wollards Part von Chris Cresswell, Frontmann der Band The Flatliners, übernommen.
Im Juli 2019 veröffentlichten Hot Water Music mit Shake up the Shadows eine neue EP. Bei den Aufnahmen ist auch Chris Wollard mit dabei, Chris Cresswell übernimmt die Backing Vocals. 2019 spielten HWM mehrere Shows im Rahmen ihres 25-jährigen Jubiläums. Hierbei wurden je nach Konzert die beiden Alben Caution und No Division in kompletter Länge gespielt. Die Tour umfasste Spielorte in den USA, Brasilien, im Vereinigten Königreich und in Deutschland.

## Nebenprojekte
Chris Wollard und George Rebelo waren in The Blacktop Cadence tätig, die ruhigeren Emo-Rock spielten.
Wollard und Chuck Ragan gründeten Rumbleseat, wo sie mit Akustikgitarren Folk-Songs spielten und u. a. neben Eigenkompositionen auch Stücke von Johnny Cash coverten.
Zudem war Wollard in der Hardcore-Punk-Band CRO(W)S als Sänger und Gitarrist aktiv. Die Songs wirken schneller und härter als bei Hot Water Music, verzichten dafür aber meistens auf Melodie. Das Album Durty Bunny erschien 2003 als LP auf Sounds of Subterrania und digital auf Wollards eigenem Label
2009 brachten Chris Wollard & The Ship Thieves ihr gleichnamiges Album heraus (No Idea) auf dem unter anderen George Rebelo Schlagzeug spielte.

## Diskografie
Studioalben
- 1997: Fuel for the Hate Game (No Idea Records)
- 1997: Forever and Counting (US: Doghouse Records / EU: Defiance Records)
- 1998: Moonpies for Misfits (No Idea Records)
- 1999: No Division (Some Records)
- 2001: A Flight and a Crash (Epitaph Records)
- 2002: Caution (Epitaph Records)
- 2004: The New What Next (Epitaph Records)
- 2012: Exister (Rise Records)
- 2017: Light It Up (Rise Records)
- 2022: Feel the Void (End Hits Records)
- 2024: Vows (End Hits Records)

Kompilationen
- 1996: Finding the Rhythms (No Idea Records)
- 2001: Never Ender (No Idea Records)
- 2008: Till the Wheels Fall Off (No Idea Records)

Livealben
- 1999: Live at the Hardback (No Idea Records)
- 2013: Live in Chicago (No Idea Records)

EPs
- 1995: Push for Coin (Happy Days Records)
- 1999: Leatherface / Hot Water Music (Split-EP, BYO Records)
- 1999: The Casket Lottery / Hot Water Music (Split-EP, Second-Nature Recording)
- 2002: Alkaline Trio / Hot Water Music (Split-EP, Jade Tree Records)
- 2003: Muff Potter / Hot Water Music (Split-EP, Green Hell Label)
- 2011: The Fire. The Steel. The Tread. / Up to Nothing (7", HWM Records)
- 2019: Shake Up the Shadows (EP, Epitaph Records)
- 2025: Split. Quicksand / Hot Water Music (Split-EP, Equal Vision Records)